# Szopi

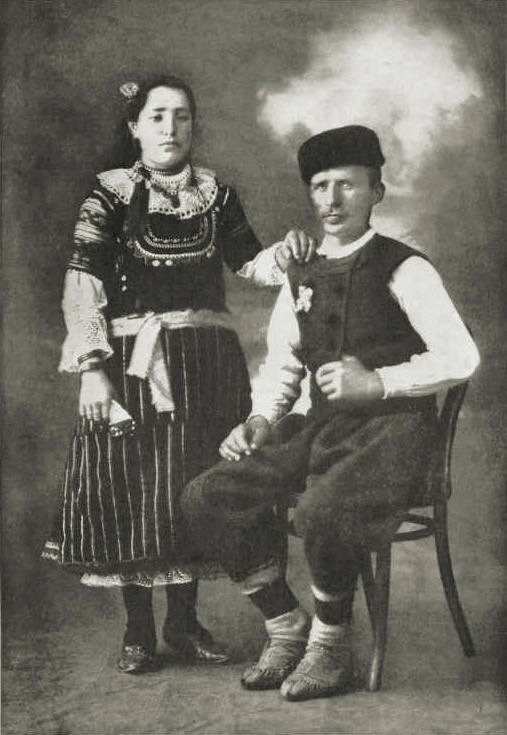
Para bułgarskich Szopów w strojach odświętnych (fot. 1915)

Szopi, Szopy (bułg. Шопи) – bałkańska grupa etniczno-kulturowa zamieszkująca mezoregion tzw. Szopłuku (Шоплук) na pograniczu Bułgarii, Serbii i Macedonii Północnej.
Przez naukę bułgarską badającą ich etnos od początku XX wieku, określani są jako podgrupa Bułgarów, wyróżniająca się stosunkowo najlepiej zachowanymi cechami i obyczajami starosłowiańskimi. W Serbii jako Šopowi (Шопови) od niedawna (2011) traktowani są jako odrębna narodowość. 
Bułgarscy Szopi zamieszkują na ogół mało urodzajne ziemie na terenach górskich, co przy słabym rozwoju rolnictwa ukierunkowało ich na zajmowanie się hodowlą i wytworzyło raczej ubogi sposób życia. Również wsie zasiedlane przez nich w kotlinach zazwyczaj nie są duże, z przewagą domów jednokondygnacyjnych (w górach – dwukondygnacyjne). W ubiorze codziennym (zwłaszcza męskim) przeważa biała kolorystyka, stąd Szopi zaliczani są do „bełodreszkowców”, podczas gdy większość grup ludności bułgarskiej (Bałkancy, Poliancy, Rupcy i in.) to „czernodreszkowcy”. Mowę ich zaliczano do zachodniej grupy („ekawskiej”) dialektów języka bułgarskiego. Pochodzenie reliktów starosłowiańskich w ich folklorze wyjaśniano (Ch. Wakarelski)  usytuowaniem ich siedzib na głównym szlaku migracji Słowian ku wybrzeżom Morza Śródziemnego i wynikające stąd zmniejszone oddziaływanie miejscowych ludów bałkańskich.
W Bułgarii określenie to współcześnie odnoszone jest przede wszystkim do mieszkańców okolic Sofii, rejonu określanego też jako Szopsko. Ze swoistą oryginalnością Szopów wciąż łączonych jest wiele anegdotycznych zdarzeń i humorystycznych powiedzeń. We własnym przekonaniu mają być oni wzorem roztropnej niefrasobliwości i sprytu (Od Sofii nic większego nie ma, od Szopa sprytniejszego nie ma). Fałszywie natomiast wywodzona jest od nich w gastronomii nazwa szopskiej sałatki.    